# 新埃科諾米奇內

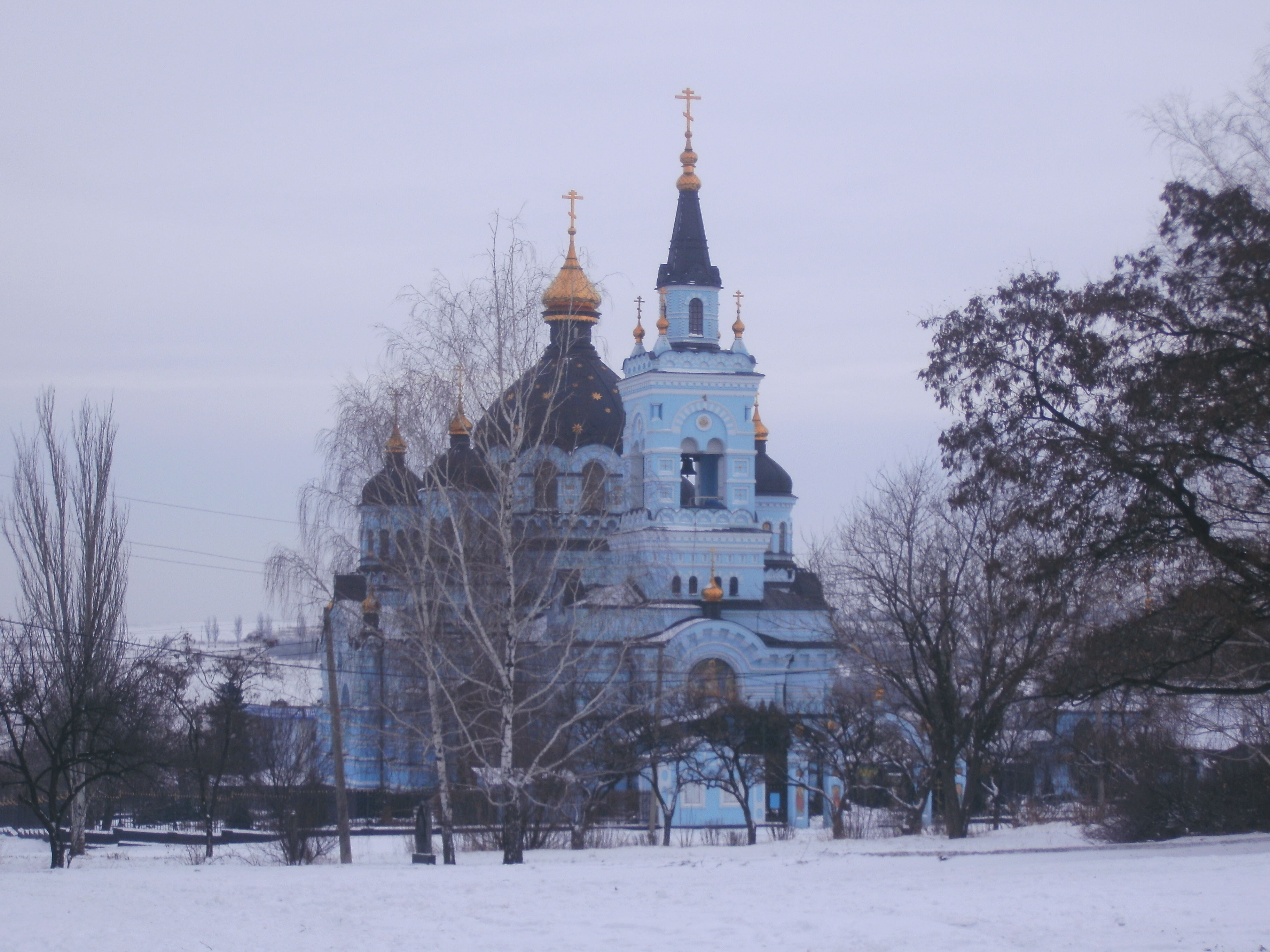
教堂

48°19′40″N 37°19′55″E / 48.32778°N 37.33194°E
新埃科諾米奇內（羅馬化：Novoekonomichne）是一個位於烏克蘭東部的市級鎮，由頓涅茨克州波克羅夫斯克區的赫罗迪夫卡市镇負責管轄。該鎮處於卡曾內托雷茨河畔，距離頓涅茨克50公里，海拔高度137米，2025年人口200。